# Pterostylis nutans
Pterostylis nutans är en orkidéart som beskrevs av Robert Brown. Pterostylis nutans ingår i släktet Pterostylis och familjen orkidéer. Inga underarter finns listade i Catalogue of Life.

## Bildgalleri

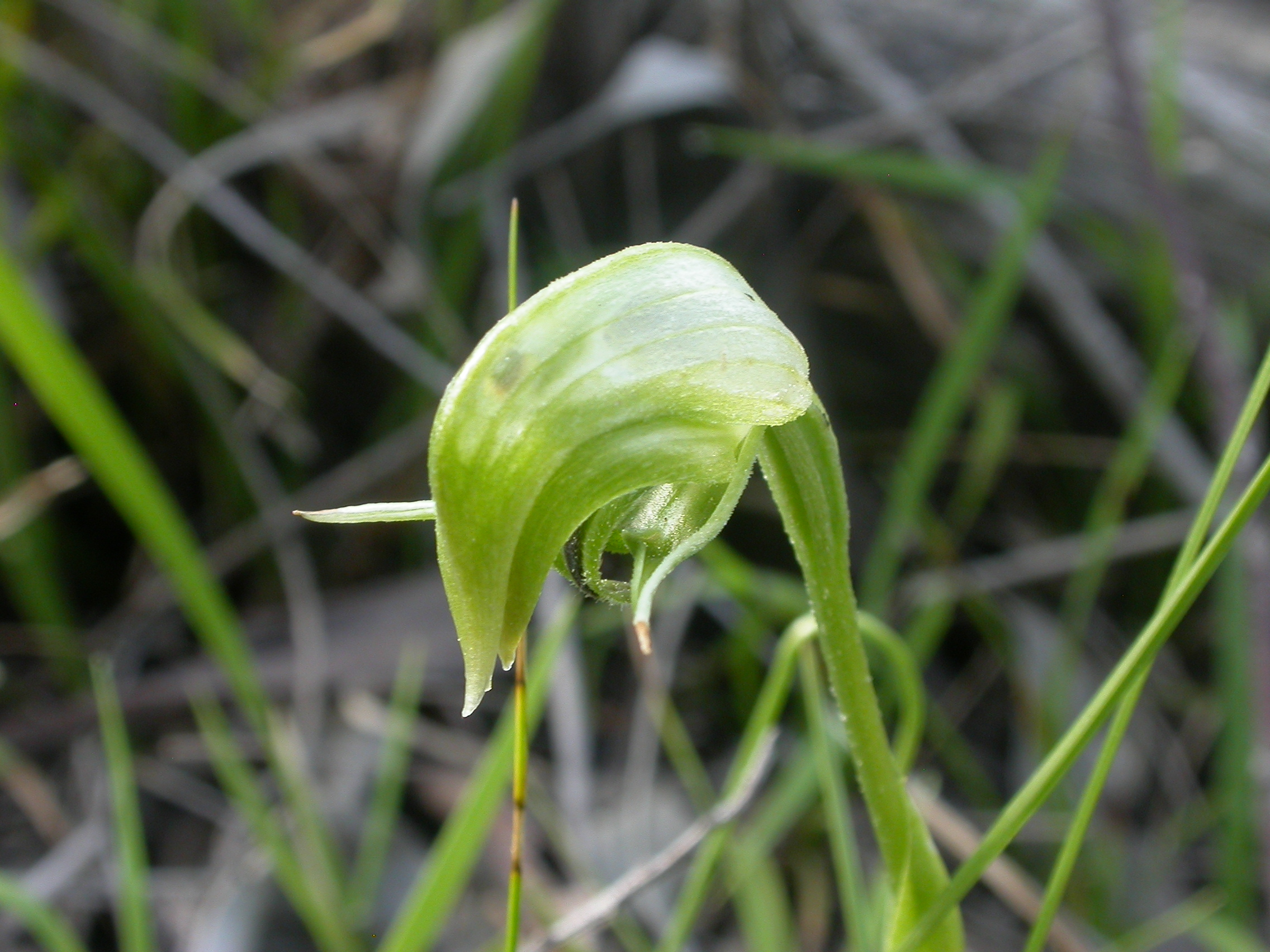
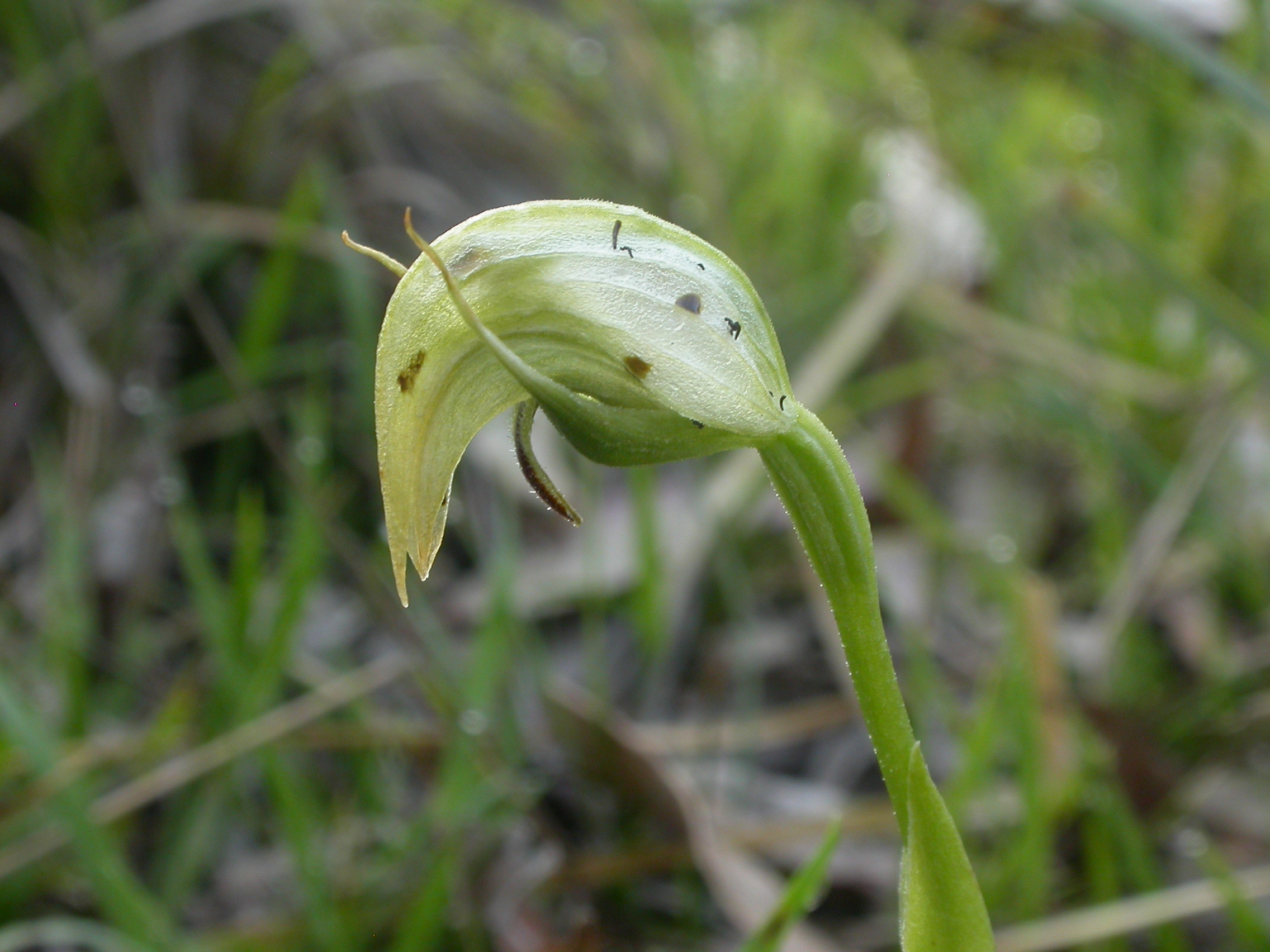
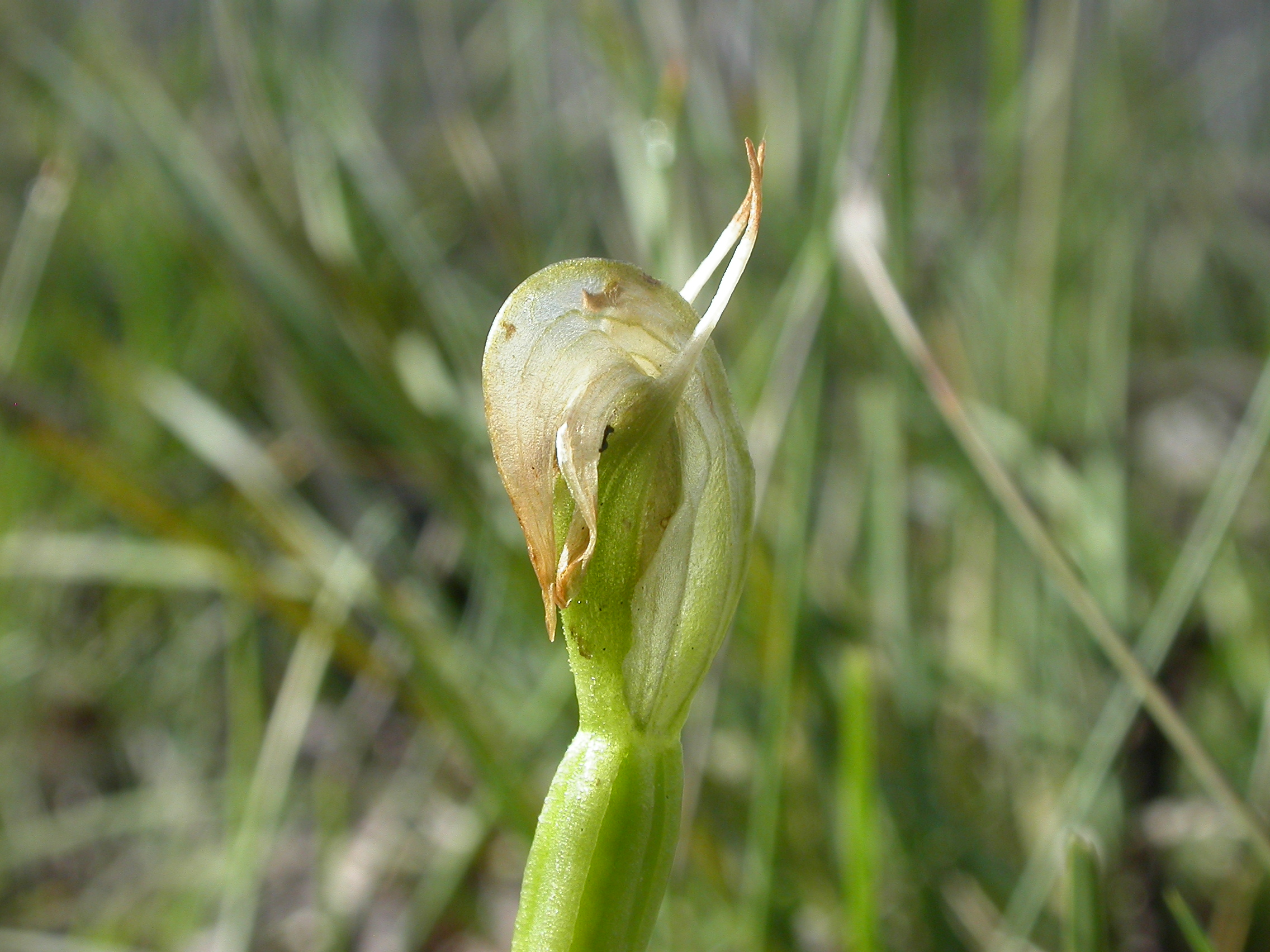
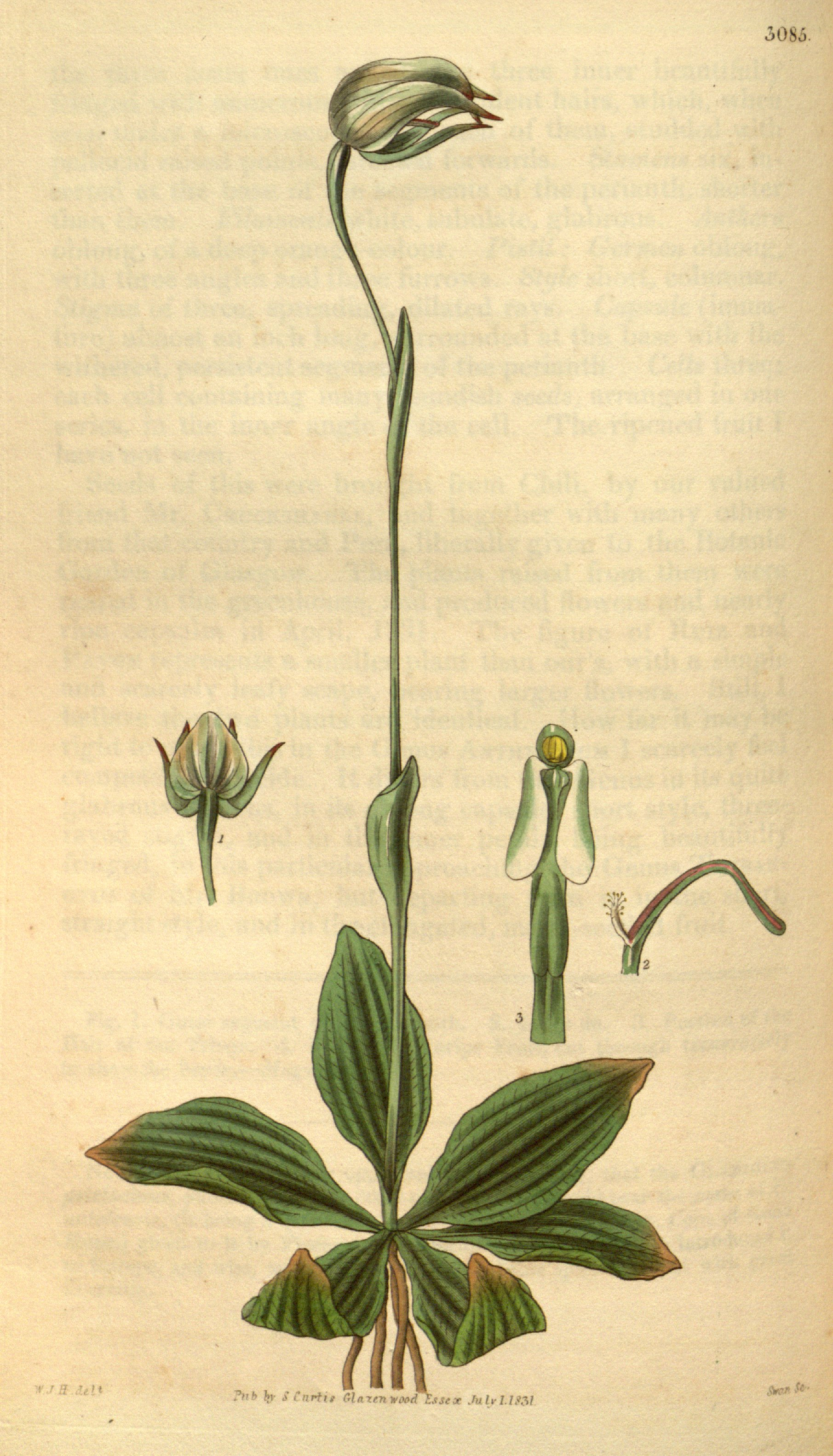